# Ameromyia dimidiata
Ameromyia dimidiata is een insect uit de familie van de mierenleeuwen (Myrmeleontidae), die tot de orde netvleugeligen (Neuroptera) behoort. 
Ameromyia dimidiata is voor het eerst wetenschappelijk beschreven door Navás in 1915.